# Wonderland (película de 2003)
Wonderland es una película estadounidense de 2003 dirigida por James Cox, que dramatiza los sucesos de los Asesinatos de Wonderland.

## Argumento
John C. Holmes (Val Kilmer) fue un legendario actor de la industria del porno. Pero en 1981, su carrera ya en declive, vive con sus propios demonios. Es un extraño para su esposa (Lisa Kudrow), tiene una relación con Dawn Schiller (Kate Bosworth) y vive perdidamente drogadicto en busca de su siguiente dosis. Pero una noche, ocurre el asesinato de cuatro personas, en el que John es la clave de otro crimen de Los Ángeles. ¿Qué pasó realmente en la Avenida Maria the Queen...